# 北中部州
北中部州（ほくちゅうぶしゅう、シンハラ語: උතුරු මැද පළාත、タミル語: வட மத்திய மாகாணம்、英語: North Central Province）は、スリランカの北部中央に位置する州。州都のアヌラーダプラはスリランカの古都。

## 地理
北中部州はスリランカの北側の内陸中央部、中央高地の北の平野地帯に位置している。北で北部州、東で東部州、西で北西部州、南で中部州と接する。州内には古代シンハラ王朝の王都であった古都アヌラーダプラとポロンナルワが存在しており、古代遺跡が集まる文化三角地帯の一角を構成する。

### 行政区画

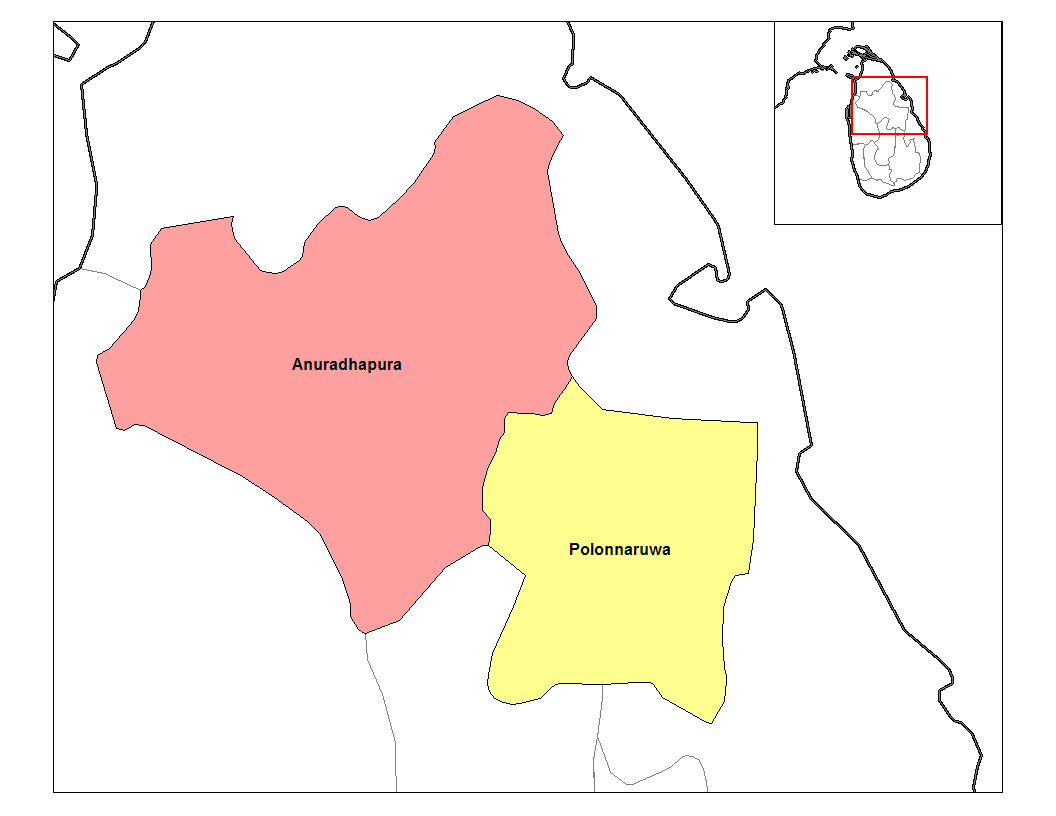
北中部州の行政区画

北中部州は2つの県から構成される。
- アヌラーダプラ県 7,128 km2
- ポロンナルワ県 3,403 km2

### 主要な都市及び町
- アヌラーダプラ - Municipal Council
- ポロンナルワ

### 寺院・史跡
- ガル・ヴィハーラ